# إدوين ديكسون
إدوين ديكسون (بالإنجليزية: Edwin Dixon)‏ هو سياسي نيوزلندي، ولد في 1867، وتوفي في 1955. انتخب عضو مجلس النواب نيوزيلندا.